# وستتس (ناحیه نیمبورک)
وستتس (به چکی: Vestec) یک منطقهٔ مسکونی در جمهوری چک است که در ناحیه نیمبورک واقع شده‌است. وستتس ۷٫۴۳ کیلومتر مربع مساحت و ۳۱۸ نفر جمعیت دارد.